# 埃德蒙·萨姆纳
埃德蒙·拜伦·萨姆纳（英語：Edmond Byron Sumner，1995年12月31日—）為美國男子籃球運動員，現效力於中国男子篮球职业联赛四川锦城。
萨姆纳在2017年NBA选秀第二輪第52順位被新奥尔良鹈鹕選中，隨即被交易至印第安纳步行者，效力印第安纳步行者四個賽季，2021年夏天遭遇跟腱撕裂。2023年11月，扎尔吉里斯簽下萨姆纳。萨姆纳代表扎尔吉里斯出賽23場歐洲籃球聯賽，場均繳出6.9分、1.1籃板、1.8助攻的表現。2024年9月，萨姆纳與中国男子篮球职业联赛四川蓝鲸完成簽約。

## 外部連結
- 埃德蒙·萨姆纳在NBA（英语）
- 埃德蒙·萨姆纳在歐洲籃球聯賽（英语）
- 埃德蒙·萨姆纳在中国男子篮球职业联赛
- 埃德蒙·萨姆纳在Basketball-Reference.com（NBA）（英语）
- 埃德蒙·萨姆纳在Basketball-Reference.com（NBA G聯盟）（英语）
- 埃德蒙·萨姆纳在Basketball-Reference.com（國際）（英语）
- 埃德蒙·萨姆纳在Sports-Reference.com（NCAA）（英语）
- 埃德蒙·萨姆纳在ESPN（NBA）（英语）
- 埃德蒙·萨姆纳在Eurobasket.com（球員）（英语）
- 埃德蒙·萨姆纳在Proballers（英语）
- 埃德蒙·萨姆纳在RealGM（英语）
- 埃德蒙·萨姆纳在中国篮球数据库
- 埃德蒙·萨姆纳在中国篮球数据库
- 埃德蒙·萨姆纳在Flashscore（英语）